# Чорнушка (фільм)
«Чорнушка» (азерб. «Qaraca Qız») — азербайджанський радянський художній фільм 1966 року, режисерів Шаміля Махмудбекова і Руфата Шабанова, знятий на кіностудії «Азербайджанфільм». Фільм складається з двох новел: «Службовий ліфт» і «Чорнушка».

## Сюжет
Перша новела
Сюжет розповідає про молоду дівчину Лалі, її перші невпевнені кроки в житті, поступову появу у неї віри у власні сили і її пошуки правильного шляху в жітті.
Друга новела
Батьки маленької дівчинки Туту загинули в результаті землетрусу, і її підібрали бродячі актори цигани-гарачі. Незабаром Туту (як її назвала її нова сім'я) також стає частиною цього музичного та акторського світу. У той час, як її прийомний батько показує трюки з ведмедем, Туту виконує танці, але одного разу, коли батько напідпитку розлютив ведмедя, той його вбив. Гарачі, з якими жила Туту, жили у володіннях Селім-бека, у якого була дочка Хадіджа — ровесниця Туту. Туту після смерті вітчима жила у садівника бека — дідуся Пірі, який піклувався про неї як про рідну онуку. Незабаром Хадіджа і Туту подружилися, однак дружина бека була проти дружби її дочки з циганкою, і одного разу, коли вона побачила, що дівчатка танцюють разом під циганську музику, то, розсердившись, вдарила Туту. Хадіджа вибігла в сад, де її вжалила змія. Почувши крик дівчинки, Туту прибігла на допомогу і висмоктала отруту з ранки, чим врятувала життя своєї подруги, однак, на жаль, отрута все ж потрапила в організм Туту через рану на губі, що залишилася після ляпаса матері Хадіджи. Незважаючи на старання лікаря, Туту вмирає.

## У ролях
- Севіль Зейналова — Туту
- Лейлі Ахундова — Хадіджа
- Шафіга Мамедова — Періджахан, мати Хадіджи
- Мірза Бабаєв — Селім-бек, батько Хадіджи
- Раїса Удовикова — сестра Юсіфа Ясемен
- Олег Хабалов — Юсіф
- Джаббар Алієв — Пірі
- Фатех Фатуллаєв — Гусейн-бек
- О. Хаггі — Рагім-бей
- Дадаш Казімов — нукер
- Хураман Касімова — епізод

## Знімальна група
- Режисер — Шаміль Махмудбеков, Руфат Шабанов
- Сценарист — Йосип Прут
- Оператор — Алігусейн Гусейнов
- Композитор — Рауф Гаджиєв
- Художник — Надір Зейналов